# Douglas County (Missouri)
Douglas County is een county in de Amerikaanse staat Missouri.
De county heeft een landoppervlakte van 2.110 km² en telt 13.084 inwoners (volkstelling 2000). De hoofdplaats is Ava.